# Ecce Homo de Borja
El Ecce Homo de Borja fue una pequeña pintura mural, obra del pintor español Elías García Martínez, ubicada en el santuario de Misericordia de Borja, provincia de Zaragoza, España. Debe su celebridad al fallido intento de restauración por parte de Cecilia Giménez Zueco, quien al repintarla alteró la obra original.
El nombre alude a la representación de Jesucristo coronado de espinas, mostrado por Poncio Pilato ante el pueblo con esa expresión: ¡He aquí el hombre! (en latín: Ecce Homo!) .

## Historia
La obra original consistía en una pintura en un muro interno del Santuario, de unos 50 centímetros de alto por 40 de ancho. Fue ejecutada por Elías García Martínez, catedrático en la Escuela de Arte de Zaragoza, en la localidad donde solía pasar sus vacaciones, con la mención: "este es el resultado de dos horas de devoción a la Virgen de la Misericordia". Se trata de un tema pictórico tradicional, en este caso inspirado en el Ecce Homo de Guido Reni, en especial a través de un grabado de William French (1815-1898), ampliamente reproducido en estampas religiosas. La pintura, realizada al óleo sobre el muro seco y sin imprimante previo, data de 1930 según el Centro de Estudios Borjanos, aunque no hay certeza acerca de la fecha. Según expertos, esta obra era de modesto valor económico y artístico. Al haberse utilizado una técnica destinada a durar poco tiempo, a principios del siglo XXI ya mostraba signos evidentes de deterioro.

### La acción restaurativa
En 2012, Cecilia Giménez Zueco, una aficionada a la pintura que antes había realizado algunos pequeños trabajos en otros centros religiosos (entre ellos el retoque de un lienzo de la Virgen del Carmen en el convento de Santa Clara de Borja) decidió repintar la obra encima sin contar con los conocimientos técnicos necesarios para una auténtica restauración. Giménez, quien para entonces contaba con 81 años, comenzó retocando la túnica, pero fue incapaz de reproducir los trazos originales en el rostro de Cristo. Las autoridades locales, al comprobar que la imagen había sido repintada, consideraron al principio que se trataba de un acto vandálico. La pintora, sin embargo, declaró que fue autorizada a restaurar la pintura por el cura responsable de la iglesia y que su obra estaba inconclusa, ya que la había dejado secar cuando se difundieron las imágenes y no se le permitió seguir trabajando.
Esta fallida restauración se convirtió de inmediato en un fenómeno de internet humorístico conocido como el Ecce Mono, inspirándose en el reportaje de Christian Fraser, corresponsal de la BBC, quien dijo que el resultado se parecía a un «boceto a lápiz de un mono muy peludo con una túnica que no le ajusta bien».

### Influencias
La primera información acerca de la fallida restauración apareció por primera vez el 7 de agosto de 2012 en la web del Centro de Estudios Borjanos. Fue reproducida poco después por la prensa regional, Heraldo de Aragón, nacional, El País e internacional con notas en: Libération, Le Monde, Daily Telegraph, la BBC The Independent,Der Spiegel.  En los Estados Unidos fue parodiado en el programa de Conan O'Brien en TBS. Al poco tiempo, la imagen se convirtió en tema del momento en Twitter.
En Internet aparecieron  versiones humorísticas de la restauración, protagonizadas por personajes famosos en España como Belén Esteban, Fernando Alonso o Kiko Rivera. Un falso tráiler humorístico sobre la obra, en la plataforma YouTube, llevó el título de Ecce Homo Reloaded, The Movie: un montaje de tomas de la película El código da Vinci junto con el reportaje que el informativo de Telecinco realizó a Cecilia Giménez quien, ante estas repercusiones, experimentó un cuadro de depresión.
El Ayuntamiento local invitó a expertos para estudiar los daños sufridos por la pintura y, de ser posible, devolverla a su estado original. Los estudiosos concluyeron que la pintura se encontraba «muy deteriorada» al tratarse de un óleo pintado sobre una pared que no había sido tratada previamente, por lo que resultaba imposible restaurarla. Descendientes del autor manifestaron su deseo de donar a la iglesia de Borja un lienzo del Ecce Homo, de características similares al del Santuario, pues el autor realizó diversas versiones.
Sin embargo, hubo quienes consideraron que la fallida restauración ha convertido a una obra de arte convencional en un ícono del siglo XXI. El cineasta Álex de la Iglesia elogió esta nueva versión describiéndola como un "icono de nuestra forma de ver el mundo". Para el escritor español Jesús Ferrero, "las manos radiantes de la mujer" han transformado la categoría de la pintura, que ha pasado de ser un simple trabajo "terriblemente académico y arraigado del siglo XIX" a un "icono pop". Varias peticiones se pusieron en marcha para la conservación de la nueva versión de la obra, una de las cuales recogió más de 20 000 firmas en unos días. 
A finales de diciembre de 2012, una agencia de publicidad anunció la contratación de Cecilia Giménez como directora creativa y la apertura de una oficina en Borja. Desde entonces, el Ecce Homo se convirtió en una atracción turística de Borja.